# ExpressVPN

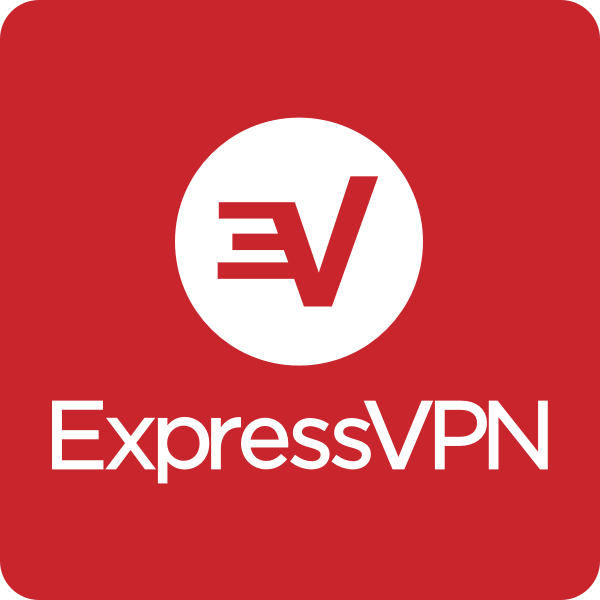
Logo d'ExpressVPN

ExpressVPN est un service VPN proposé par Express VPN International Ltd, une société enregistrée aux Îles Vierges britanniques. Le programme est présenté comme une solution permettant de préserver la confidentialité et la sécurité des internautes. ExpressVPN permet de chiffrer le trafic web et de masquer les adresses IP de ses utilisateurs.
Le nombre d'utilisateurs de ce service VPN a atteint 3 millions au mois de septembre 2021.

## Histoire
La société mère d'ExpressVPN, Express VPN International Ltd, a été fondée en 2009 par Peter Burchhardt et Dan Pomerantz, deux entrepreneurs qui sont également des anciens étudiants de la Wharton School. La société a développé son activité sous le nom d'ExpressVPN.
En décembre 2019, ExpressVPN est devenue un membre fondateur de la VPN Trust Initiative (VTI), un organisme militant pour la sécurité des internautes.
En mai 2020, la société a développé un nouveau protocole appelé Lightway, conçu pour améliorer les vitesses de connexion internet et réduire la consommation d'énergie. En octobre, le fondateur du Yale Privacy Lab, Sean O'Brien, a rejoint le Digital Security Lab d'ExpressVPN (Centre de Sécurité numérique) pour mener des recherches novatrices dans les domaines de la confidentialité sur internet et de la cybersécurité.
Le 13 septembre 2021, ExpressVPN a annoncé son affiliation à Kape Technologies, une société de sécurité et de protection de la vie privée numérique répertoriée au LSE, qui exploite trois services : Private Internet Access, CyberGhost et ZenMate,. Lors de son acquisition, ExpressVPN comptait plus de 3 millions utilisateurs. En septembre 2021, ExpressVPN a annoncé que ses services resteront indépendants de ceux de KAPE et de ses marques existantes.

## Fonctionnalités
ExpressVPN a développé des applications pour Windows, macOS, iOS, Android, Linux et une sélection de routeurs. Les applications sont dotées du Chiffrement 4096-bit CA, AES-256-CBC et TLSv1.2 pour sécuriser la connexion des utilisateurs. Les protocoles VPN disponibles sont Lightway, OpenVPN (TCP/UDP), SSTP, L2TP/IPSec et PPTP.
Le logiciel comprend également une fonctionnalité Smart DNS appelée MediaStreamer, qui permet de connecter des appareils non pris en charge par le réseau VPN, ainsi qu'une application pour routeurs, qui permet de configurer le VPN sur un routeur pour connecter et protéger tous les appareils non compatibles avec le VPN, tels que les consoles de jeux.
ExpressVPN est une société basée dans les îles Vierges britanniques, un territoire d’outre-mer britannique qui bénéficie d’une législation respectueuse de la vie privée des internautes et dont les lois relatives au traitement et à la conservation des données sont non restrictives. De plus, il s'agit d'une juridiction indépendante du Royaume-Uni.
La société mère d'ExpressVPN développe également des programmes permettant de détecter les fuites de données sur internet et si les adresses DNS ou IP des fournisseurs VPN sont divulguées lors de la connexion au VPN, par exemple lors du passage d'une connexion internet non filaire à une connexion internet filaire.

### Serveurs
Au mois d'août 2021, le réseau de 3 000 serveurs d'ExpressVPN couvre 160 localisations dans 94 pays. À partir du mois d’avril 2019, tous les serveurs d’ExpressVPN fonctionnent uniquement sur un système de mémoire vive (RAM), et non sur des disques durs. C'était la première fois dans ce secteur qu'une telle configuration de sécurité était mise en place sur un réseau de serveurs. Elle est appelée TrustedServer.

### Protocole Lightway
Lightway est le protocole VPN open source d'ExpressVPN. Il ressemble au protocole WireGuard, mais il a recours au chiffrement wolfSSL pour améliorer la vitesse internet dans des systèmes embarqués tels que les routeurs et les smartphones. Il ne s'exécute pas dans le noyau du système d'exploitation, mais demeure assez léger pour faciliter son audit. Il serait deux fois plus rapide qu'OpenVPN et prend en charge les protocoles TCP et UDP.

## Distinctions
En octobre 2017, TechRadar a attribué 4,5 étoiles sur 5 au service d’ExpressVPN, le qualifiant de service premium avec des applications et des programmes ergonomiques, un grand choix de localisations VPN et de serveurs avec des performances élevées.
En 2018, le site de cybersécurité Comparitech a réalisé des tests de fuite de données sur ExpressVPN et 11 services VPN populaires – grâce à des programmes développés par ExpressVPN – et a décelé des fuites chez tous les fournisseurs VPN, à l'exception d'ExpressVPN. La rédaction du site a cependant précisé : « Pour être juste, ExpressVPN a développé des solutions de test et les a appliquées à sa propre application VPN. Il a donc déjà apporté des correctifs aux problèmes initialement détectés.»
Le service a reçu 4,5 étoiles sur 5 de la part de VPNSelector dans son évaluation de juillet 2019, le plaçant en première position des prestataires de services VPN.
En 2020, une publication de TechRadar a désigné ExpressVPN comme le meilleur service VPN.
En 2021, TechRadar et CNET ont désigné ExpressVPN comme le meilleur service VPN,.